# Lindsaea guianensis
Lindsaea guianensis là một loài thực vật có mạch trong họ Dennstaedtiaceae. Loài này được (Aubl.) Dryand. miêu tả khoa học đầu tiên năm 1797.